# 日本—摩纳哥关系

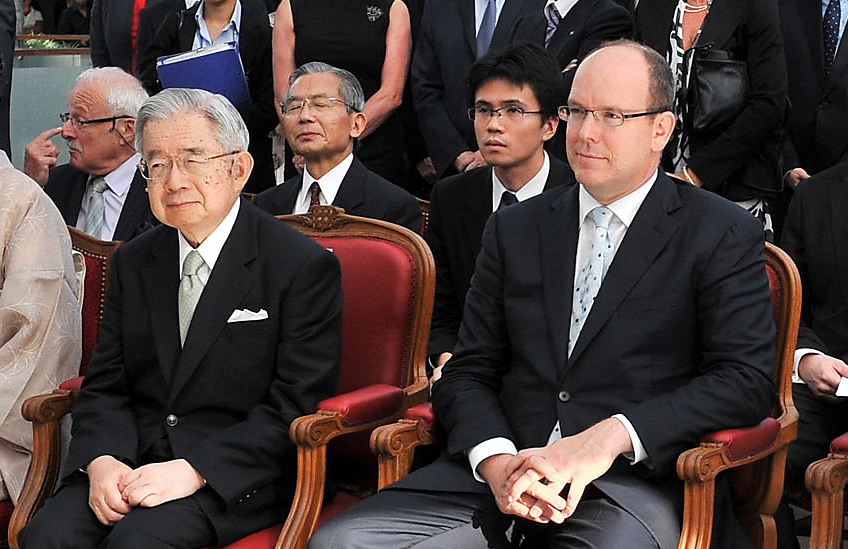
日本天皇明仁的弟弟常陸宮正仁親王（左）和摩纳哥亲王阿尔贝二世（右）

日本—摩纳哥关系，是指日本与摩纳哥之间的双边关系。两国于2006年建立正式的外交关系。

## 历史

### 建交前
尽管日本和摩纳哥保持着长久的友好关系，两国之间也没有矛盾，但由于摩纳哥和法国于1918年签署的政治条约规定，摩纳哥要和其他国家建立外交关系，必须在事前经过法国的同意，因此直到21世纪到来时，两国仍然没有建立正式的外交关系。早在建交以前，摩纳哥就在位于东京千代田区的三菱商事总部内开设驻东京名誉总领事馆，总领事一职现在由三菱商事社长小林健担任。
同为君主立宪制国家，日本皇室和摩纳哥王室之间的来往十分密切。建交之前，两国之间重要人物的往来非常频繁。例如，日本皇室的常陸宮正仁親王和他的妻子正仁親王妃華子曾于2005年参加过兰尼埃三世的葬礼，同时也多次访问过摩纳哥。另外，摩纳哥王室的阿尔贝二世曾出席过在日本举办的长野冬奥会，同时也多次访问了日本。

### 正式建交
2002年10月，摩纳哥和法国签署了新的双边关系条约，该条约于2005年12月生效。条约生效后，摩纳哥可以在事前不经法国同意的情况下独自和他国建立外交关系。2006年12月，日本和摩纳哥正式建立外交关系。正式建交后，摩纳哥任命帕特里克·梅德新（Patrick Medecin）为驻日特命全权大使，但他没有去日本赴任，通常都是呆在摩纳哥。日本没有在摩纳哥设立大使馆，而是由日本驻法国大使馆兼辖，而日本驻摩纳哥的特命全权大使也由驻法国特命全权大使兼任。
2007年4月，阿尔贝二世访问日本，成为两国建交后第一个访日的摩纳哥国家元首。同年7月，日本外务大臣政務官松岛绿访问摩纳哥，成为两国建交后第一个访问摩纳哥的日本官员。

## 经贸关系
根据帝国书院的数据，2013年，摩纳哥对日本出口额为3亿日圆，而日本对摩纳哥的出口额为1亿日圆。摩纳哥出口到日本的产品当中精油和化妆品占7成以上，而光学仪器则占大约1成。而日本出口到摩纳哥的产品当中纺织品和乐器总共占到3.3%，其他的产品均不足1%。

## 文化交流
摩纳哥日本庭园位于摩纳哥拉沃托区，占地面积8000平方米。摩纳哥王室的格蕾丝王妃非常关心日本文化，她希望在摩纳哥建造一个日本庭园。然而在这个愿望还没实现的时候她就因车祸而去世，她的丈夫兰尼埃三世为了实现她的遗愿而启动了建造日本庭园的工程。经过了数名日本职工以及多名摩纳哥当地员工历时4年的努力，1994年，摩纳哥日本庭园正式开园。这项工程总共投入了大约7亿日圆，庭园内有茶室、石庭以及瀑布等具有日本风格的景观。庭园建成后，受到了摩纳哥当地民众的广泛欢迎。

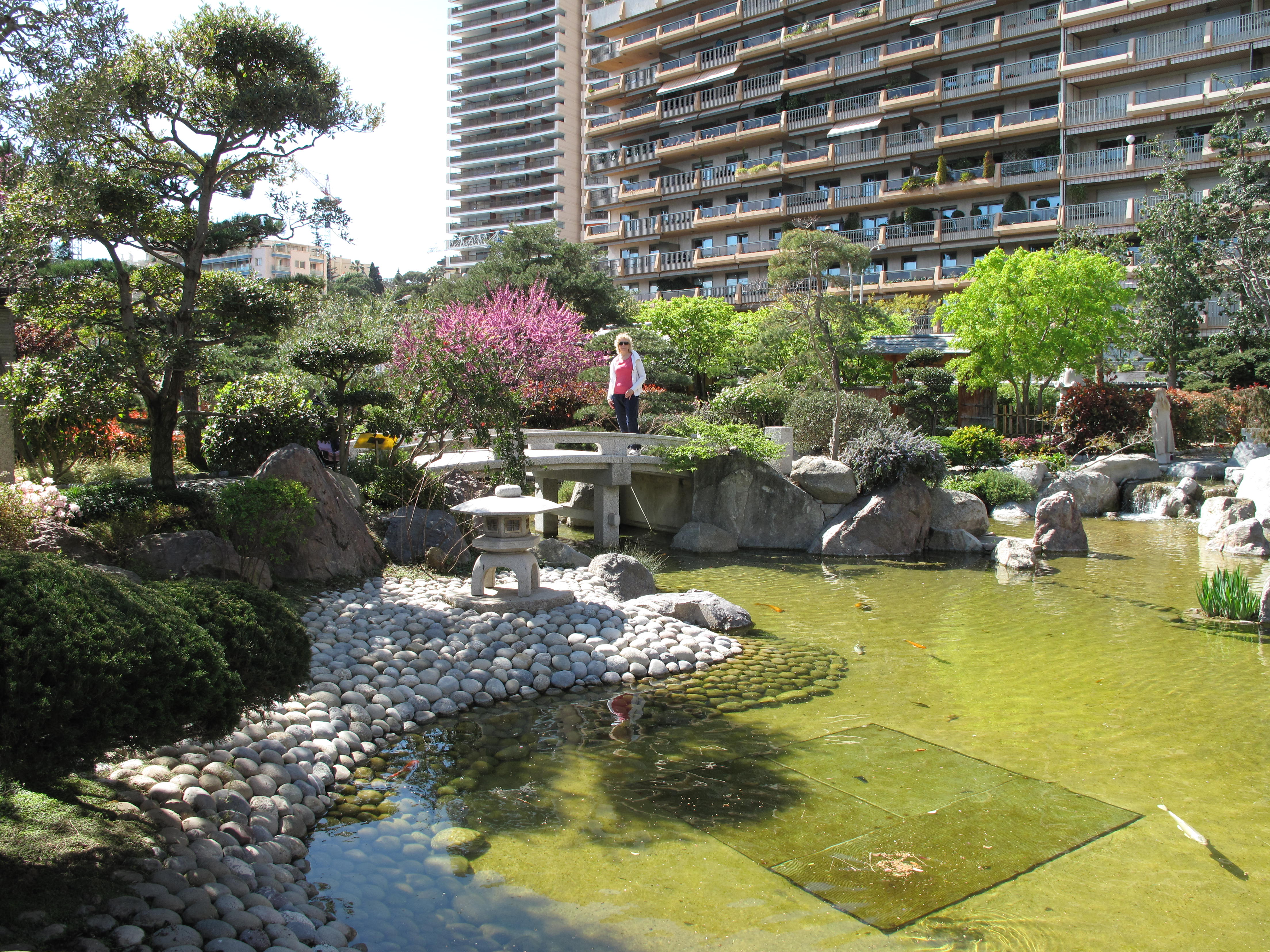
摩纳哥日本庭园一角

另一方面，近年的摩纳哥不仅关注日本的传统文化，还关注日本的次文化。2010年格里马尔迪会议中心（Grimaldi Forum）开办了以“京都·东京――从武士到漫画”为标题的日本展，对日本历史、日本的传统文化以及日本漫画等次文化作出了详细的介绍。摩纳哥国家元首阿尔贝二世和日本的常陸宮正仁親王以及正仁親王妃華子等重要人物出席了开幕式。
2011年3月11日，日本发生东北地方太平洋近海地震，引发了大规模灾害。地震发生后，摩纳哥也对日本实施了援助。法国派遣了民间防御部队前往灾区展开救援活动，部队当中有11人是摩纳哥公民。另外，摩纳哥国内也有包括摩纳哥日本协会在内的各种各样的团体开展许多慈善活动，为地震灾区筹集了许多善款。
根据日本外务省的数据，2016年共有121名日本人居住在摩纳哥。